# 杜布罗夫斯基农村居民点
杜布罗夫斯基农村居民点（俄语：Дубровское сельское поселение）是俄罗斯联邦伏尔加格勒州基克维泽区所属的一个农村居民点。其下辖有5个居民点，行政中心为杜布罗夫斯基。据2016年统计，该农村居民点的人口为878人。